# Inezita Barroso
Ignez Magdalena Aranha de Lima (4 de març de 1925 - 8 de març de 2015) coneguda amb el nom de Inezita Barroso, va ser una cantant, actriu, bibliotecària, professora i presentadora brasilera.
Va estudiar cant d'estil sertanejo. A part de cantant, va ser instrumentista, arranjadora, professora i folclorista.
Va fer estudis de Bilbliotecologia a la Universitat de Sant Pablo. Va ser presentadora del programa "Guitarra, La Meva Guitarra" (Viola, Minha Viola) durant 35 anys. Va rebre el Premi Saci l'any 1953 i 1955.

Va contreure matrimoni amb Adolfo Cabral Barroso i va ser mare de Marta Barroso. Va morir als 90 anys.

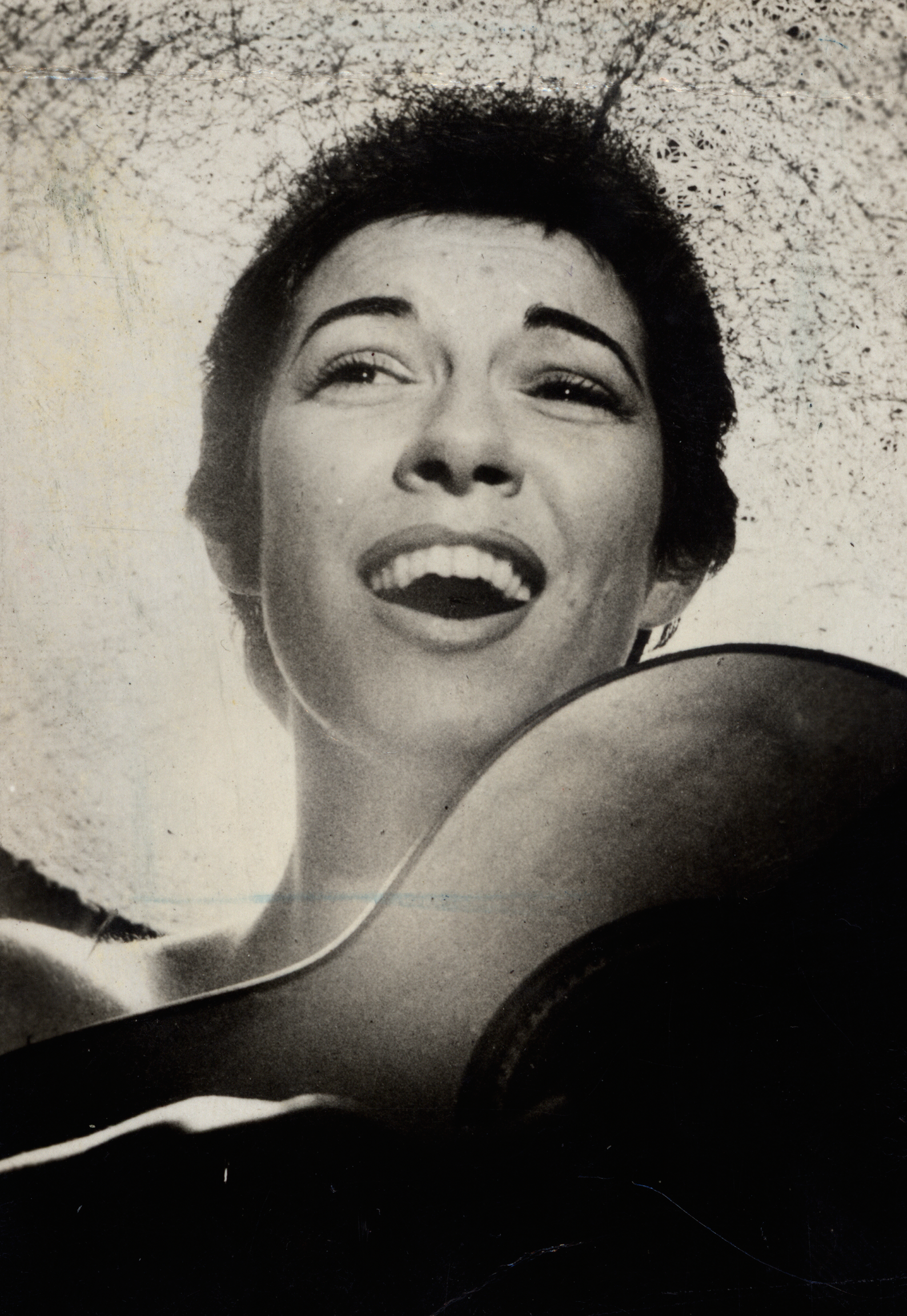
Inezita Barroso, 1956.

## Filmografia
- 1951, Àngela.
- 1953, L'esquerda
- 1953, Destinació in Trouble
- 1954, Dones de debò
- 1955, Carnestoltes a La Major
- 1956, El preu de la victòria
- 1970, Es tracta de Sant Pau
- 1978, Violent desig

## Discografia
- Avui Recordant
- Raíces Sertanejas